# Woldemar Oinonen
Pour les articles homonymes, voir Oinonen.
Woldemar Oinonen, né le 2 octobre 1891 à Lappeenranta et décédé le 15 juin 1963 à Längelmäki, est un commandant militaire finlandais.

## Sources
- (fi) Puolustusministeriön Sotahistoriallisen toimiston julkaisuja IV, Suomen jääkärien elämäkerrasto, WSOY Porvoo 1938.
- (fi) Sotatieteen Laitoksen Julkaisuja XIV, Suomen jääkärien elämäkerrasto 1975, Vaasa 1975  (ISBN 951-99046-8-9).